# 먹이

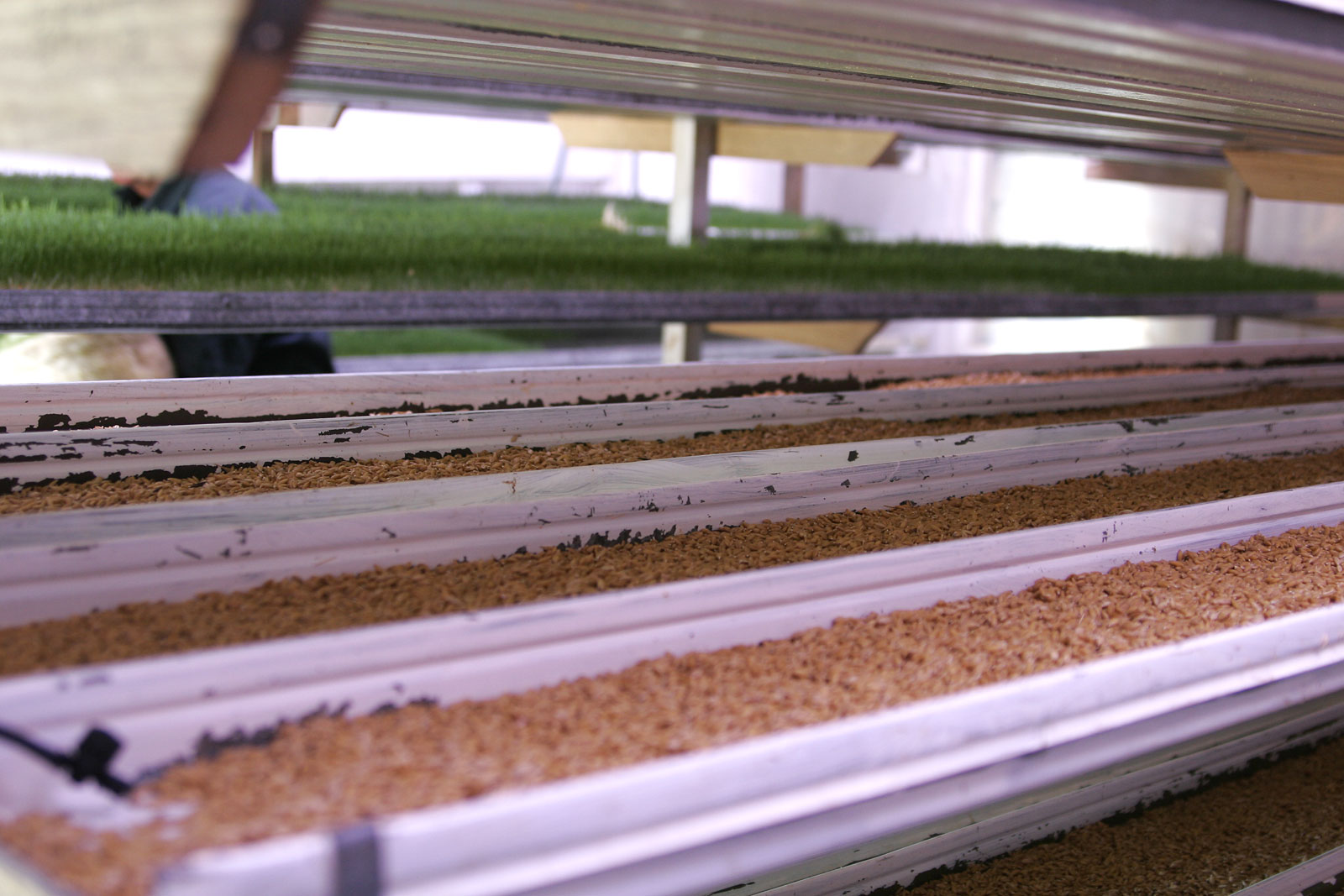
주문자용 소를 만드는 자영 농부를 위한 먹이공장

먹이, 사료(飼料)는 가축에게 주는 먹을거리로 농산물로 만든다. 소, 양, 염소, 말, 낙타, 닭, 돼지, 오리 등 가축의 먹이로, 보통 식물성이나 가끔 동물성 재료를 쓰기도 한다. 날짐승이나 새에게 주는 먹이는 모이라고 한다.
신선한 풀인 목초를 말린 건초, 또 그것을 삶은 여물 등이 다 포함되며, 압축하여 기름이나 혼합사료를 첨가하고 곡물과 콩류 등을 뿌려 만든다.
전 세계 동물 사료 무역은 2011년에 8억 7,300만 톤의 사료(혼합사료 등가물)를 생산했으며, 국제사료산업연맹(International Feed Industry Federation)에 따르면 연간 성장률은 약 2%로 빠르게 10억 톤에 접근하고 있다. 인간의 식품이 아닌 사료를 재배하기 위해 농경지를 사용하는 것은 논란의 여지가 있을 수 있다. 옥수수와 같은 일부 유형의 사료도 인간의 식품 역할을 할 수 있다. 초원 풀과 같이 재배할 수 없는 식물은 인간이 소비하는 작물에 사용할 수 있는 땅에서 자랄 수 있다. 많은 경우 가축 사료용 풀 생산은 토양에 유기물을 형성하기 때문에 인간이 소비할 수 있는 작물 간 귀중한 간작이다. 이러한 토양 유기물 증가가 기후 변화를 완화하는지 평가할 때 첨가된 유기물의 영속성과 사료 제품 사용 중에 발생하는 배출을 모두 고려해야 한다. 동물에게 먹이는 일부 농업 부산물은 인간에게 맛이 없을 수 있다.

## 용어
대한민국에서 흔히 쓰는 사료(飼料)는 먹이라는 순화어를 사용하도록 규정되어 있다.

## 먹이를 위해 기르는 작물
- 자주개자리
- 보리
- 배추속
  - 케일 (채소)
  - 유채
  - 루타바가
  - 순무 (뿌리)
- 토끼풀속
  - 붉은토끼풀
  - 토끼풀
- 벼과
  - 우산잔디
  - 참새귀리속
  - 개나래새속
  - 김의털속
  - 초지
  - 오리새속
  - 쥐보리속
- 옥수수
- 서곡 (곡물)
- 귀리
- 수수새속
- 콩
- 나무
- 밀

## 건강상의 문제
과거에는 프리온 오염으로 인해 소 사료에 반추 동물 고기와 뼈 가루가 포함되어 소 해면상 뇌병증(BSE 또는 "광우병")이 퍼졌다. 이러한 관행은 현재 이러한 관행이 발생한 대부분의 국가에서 금지되어 있다. 일부 동물은 다른 동물에 비해 상하거나 곰팡이가 핀 사료에 대한 내성이 낮으며, 특정 유형의 곰팡이, 독소 또는 독성 잡초가 사료 공급원에 실수로 혼합되어 동물의 질병이나 사망으로 인한 경제적 손실을 초래할 수 있다. 미국 보건복지부는 상업용 가축 사료에 존재할 수 있는 수의학적 사료 지침 유형의 약물을 규제한다.

## 관련 단체
- 한국사료협회

## 같이 보기
- 건초
- 밀웜
- 여물
- 구유
- 집약적 축산
- 목초지
- 동물에게 먹이를 주지 마시오

## 갤러리

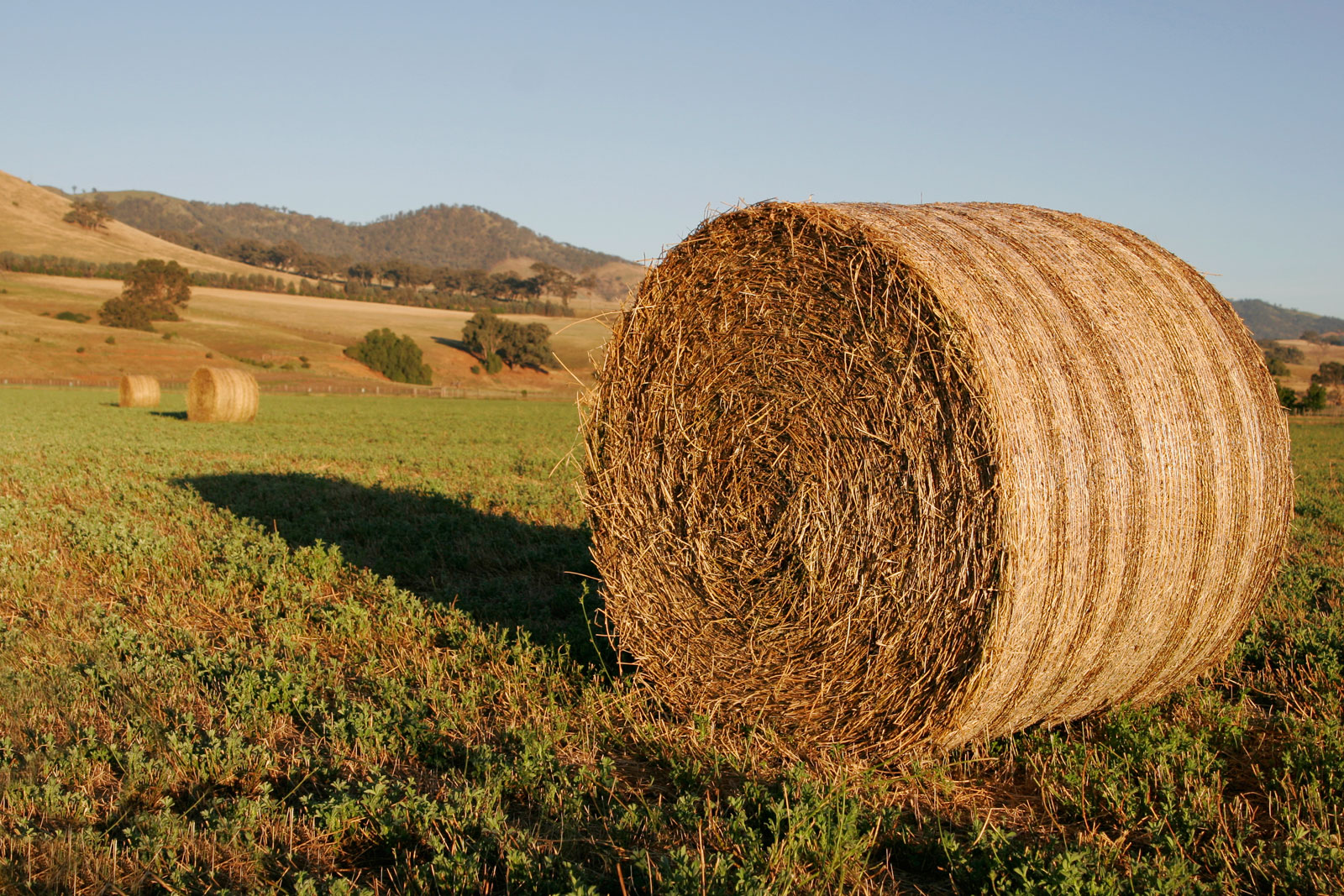
둥그런 건초 더미
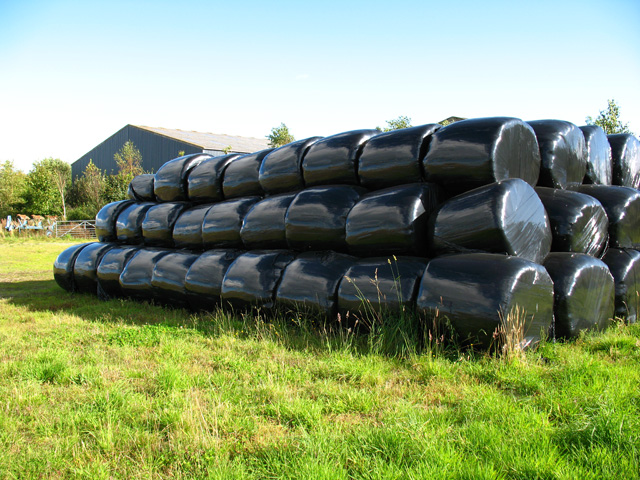
건초 더미를 포장해 둔 모습
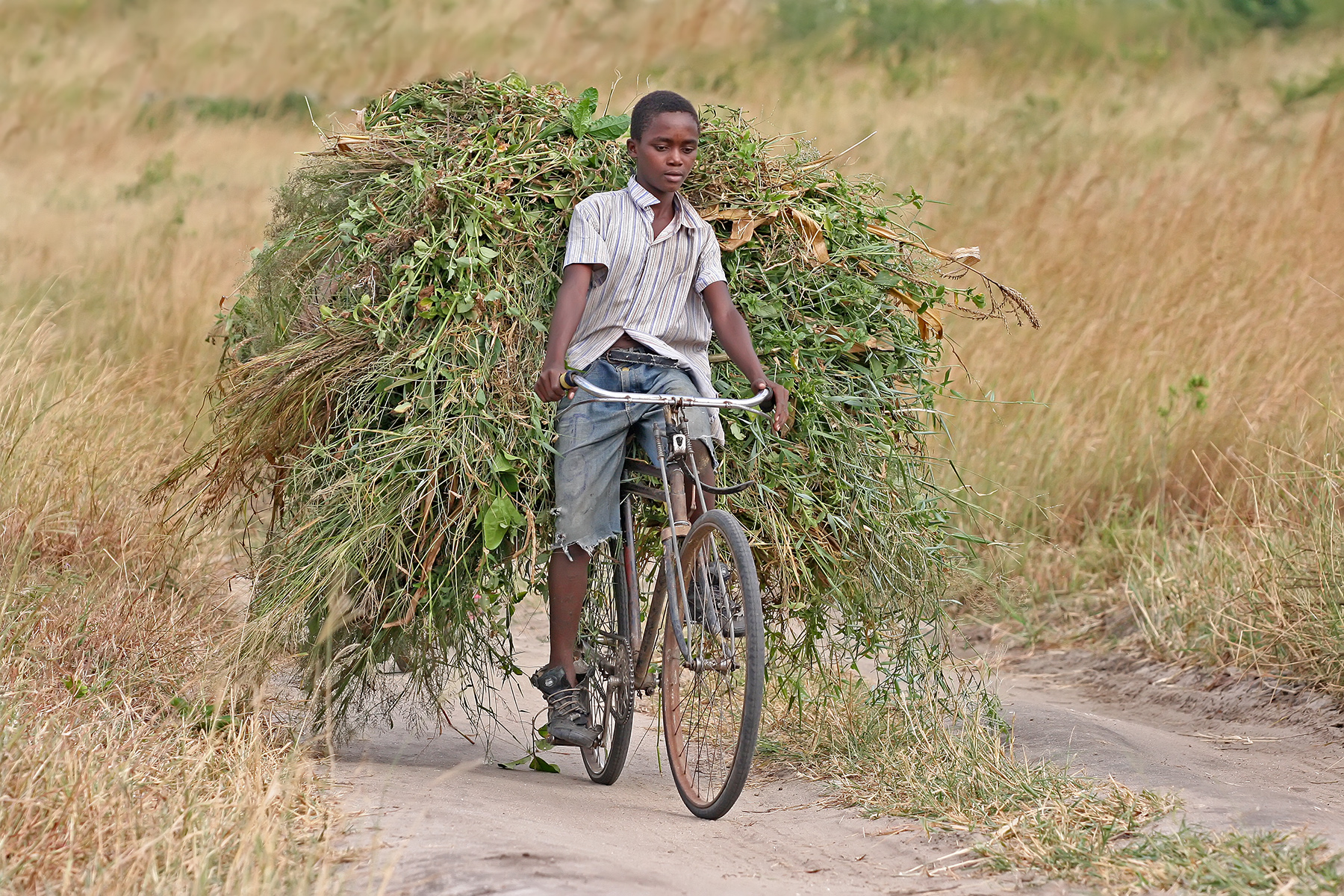
탄자니아에서 먹이 풀을 뜯어 나르는 모습